# オレオ
オレオ (Oreo) は、アメリカ合衆国のサンド・クッキー。モンデリーズ・インターナショナルの子会社であるナビスコが販売する。白色の甘いクリームを、2つの円形をしたチョコレートクッキーで挟んである。
オレオは1912年の発売以来、アメリカ合衆国でもっとも売れているクッキーとなっている。
アメリカ合衆国では、牛乳に浸して食べたり、クッキーを二枚に分離し、クリームをなめてからクッキーを食べるという食べ方がよく知られている。

## 歴史
1912年に「オレオビスケット」の名前でナショナルビスケット社（現在のナビスコ）が販売を開始。
1908年に販売を開始していたサンシャインビスケット社のハイドロックスクッキーの模倣品であった。
最初の工場はニューヨーク市チェルシーの9番街15丁目、16丁目に存在し、現在そのブロックは「オレオウェイ」として知られている。オレオの名称は1912年3月14日に商標登録されており、最初のクッキーのデザインは縁の花輪と中央のOREOの文字が特徴的なシンプルなものだった。アメリカ合衆国では透明なガラス蓋のついた目新しい缶に入って25セントで販売された。
1921年に「オレオサンドイッチ」に名称を変更。1924年には新デザインのクッキーが登場した。
レモンフィリングをはさんだ派生品が1920年代の短期間販売されていた。
1948年「オレオクレームサンドイッチ」に名前を変更、1974年にはさらに「オレオチョコレートサンドイッチ」に変わった。
現代のオレオのデザインは1952年にウィリアム・A・ターニアーが作ったもので、ナビスコのトレードマークも入っている。
クッキーフィリングについてはナビスコの主任食品科学者であったサム・ポーチェロが開発したものである。彼はChocolate Covered OREOやWhite Chocolate Covered OREOも開発し、オレオに関連した特許を5つ保持していた。
2006年1月よりオレオにトランス脂肪酸を含まない非水素添加植物油の使用を開始した。

### 日本
日本ではヤマザキナビスコ（現・ヤマザキビスケット）が1971年に「ナビィ」という商品を発売したのが最初である。
1972年にはオレオと、バニラ味のビスケットである「スイス」の2種類をパッケージした商品「オレオスイス」を発売した。「ナビィ」「オレオスイス」ともに1970年代後期には発売を終了。
1987年に同じヤマザキナビスコから「オレオ」として、「このおいしさ、世界記録」のキャッチコピーで発売を開始、テレビCMには後藤久美子が起用された。

#### モンデリーズ・ジャパンへの販売継承
2016年9月、ライセンス契約の終了によりヤマザキナビスコからモンデリーズ・ジャパンが販売を継承した。その後2017年12月より、ヤマザキナビスコの後継企業のヤマザキビスケットは後継菓子として「ノアール」を発売している。
一方で、モンデリーズグループでの製造は中国北京の工場で行われ、中国からの輸入販売となった。

## 名前の由来
オレオという名前の起源には諸説ある。
- フランス語で黄金を意味する"Or"から来た（初期の包装は金色だったから）[17]。
- ギリシア語で美しい、素敵な、よくやったを意味する"Oreo"が起源[8]。
- ギリシア語で山を意味する"Oros"が起源（当初の試作品が山のような形をしていたから）[17]。
- 2枚のCOCOA COOKIE（ココアクッキー）のOでCREAM（クリーム）を挟んだ[17]。
- 短く発音しやすいから[18]。

植物油を現すオレオケミカルとは無関係(カタカナ語としてはどちらも一致するが、英語ではoleo‐chemicalと綴りが異なる。)。
黒いクッキーで白いクリームを挟んだ外観から、外側は黒いが中は白だとして、「黒人でありながら白人のようにふるまう人」に対する皮肉として商品名が使われる例がある。

## 生産
基盤となるクッキー生地は、長さ300フィートのオーブンの入口で回転式型抜き機によって円形のクッキーの形に成型される。
主な成分は、砂糖（アメリカ合衆国では、後に高果糖コーンシロップに置き替えられた）、ダッチ・プロセスしたココアと、外部の供給元から購入された純粋なカカオマス、そしてナビスコの製粉所で製粉された小麦粉を含む。

## 製品の種類
オレオは最初に開発されて以来、クリームフィリングを挟む2枚のチョコレートクッキーという伝統的なものだけではなく、多くの異なったバラエティーが生産された。
以下の一覧は特に著名な、最近のタイプの一部である。
- オレオ・ウェハー・スティック - クリームフィリングの入った、長いウエハーススティックで、そして外側がチョコレートに覆われている。これは他のバラエティーと比べてクリームの味が少ない。
- ウッオー・オレオ - バニラ味のウエハースとチョコレート味のクリームで出来ている、「逆」オレオ。
- ゴールデン・オレオ - バニラのクリームフィリングでバニラのクッキーを包んでいる。
- ミニ・オレオ - 普通のオレオの一口サイズのバージョン。2001年登場で、4代目ダッジ・キャラバンと共同で発表会が行われた。
- ダブル・デライト・オレオ（1987年発売） - 2種類のフィリングを挟んだチョコレートクッキー。ピーナッツバター&チョコレート、ミント&クリーム、コーヒー&クリームなどの組み合わせがある。
- フレーバー・オレオ - ピーナッツバター、チョコレート、ミント、キャラメルとイチゴミルクセーキ味など、それぞれ一種類のフィリングを挟んだクッキーの数種類の詰め合わせ。
- ダブル・スタッフ・オレオ（1975年開発） - 白いクリームフィリングが標準の2倍入っている。
- ビッグ・スタッフ・オレオ（1989年開発） - 標準的なオレオの数倍のサイズがある[20][21]。1個単位で販売され、1個当たり316カロリーと13グラムの脂肪分を含んでいた[22]。1991年に生産中止された。
- ホワイト・ファッジ・オレオとミルクチョコレート・オレオ - それぞれ白いファッジまたはチョコレートの層で覆われている。
- 100キロカロリーパック・オレオ（カナダではオレオ・シンセーションズ） - クリームフィリングを含んでいないミニチュアの、薄い八角形のオレオで、100キロカロリーごとに袋詰めされている。
- 限定版ダブル・スタッフ・オレオ - 春頃、ハロウィンおよびクリスマスシーズンには、それぞれの休日を表す色（それぞれ黄色、オレンジ色、そして赤）の色付きフロスティングが付いたもの。

これら多様なオレオの多く「ミントで包まれたチョコレートファッジ」、「ダブル・スタッフ・チョコレートクリーム」のように組み合わせて生産される。

### 派生商品
- ジェロー・オレオ・プディング - 底と上部がチョコレート味で真ん中がバニラ味の、ジェローブランドのプディング。
- オレオ・インスタント・プディング - またの名をクッキーアンドクリーム。本物のクッキーとインスタントのバニラプディングが箱詰めになったもの。
- レモン味のフィリングを挟んだオレオは1920年代まで販売されていた。いくつかのノーブランドのメーカーから似たようなクッキーが発売されている。
- オレオ・オーズ - シリアル食品。サングラスを着けたクリーム人間の絵が箱に描いてある。現在はライセンス関係により、生産および販売されている国は韓国のみ。
- ブラジルでは、オレオとほとんど同じ「ネグレスコ」（Negresco）と呼ばれるクッキーがネスレによって生産されている。
- オレオ・アイスクリーム - 合衆国ではブライヤーズ、グッドヒューモア、クロンダイク、カナダではネスレによってライセンス生産されている。以下のようなフレーバーがある
  - オレオ・アイスクリーム - バニラアイスに砕いたオレオクッキーを混ぜたもの
  - オレオ・アイスクリーム・サンドイッチ - 特大のオレオウェハーで上記のアイスを挟んだもの
  - オレオ・アイスクリーム・バー - 上記のアイスが入ったチョコレートアイスバー
  - ミント・オレオ・アイスクリーム - ミントアイスにオレオクッキーを混ぜたもの
  - マクドナルドのマックフルーリーのように、ファーストフードレストランにはオレオ味のデザートやミルクセーキを出すところが多い。
- イージーベーク・オレオ・ミックス - オレオクッキーをトッピングにし、マシュマロフィリングを加えたチョコレートケーキの素

## トランス飽和脂肪酸
2003年5月13日に弁護士スティーヴン・ジョセフは、クッキーに水素化した、あるいは部分的に水素化したトランス脂肪酸を使った罪でナビスコを告発して提訴した。
ナビスコが水素化油脂を代わりの油脂に取り替えることを検討したので、この訴訟は取り下げられた。ジョセフは、この問題に注意を喚起するために提訴したことを認め、自分の行動は成功していると思うと述べた。
2006年1月時点で、伝統的なオレオの生産には水素化油脂は使われていないが、他のバリエーションのオレオは、完全には水素化油脂が排除されていない可能性がある。

## 菓子の材料としてのオレオ
アメリカ合衆国では、オレオクッキーは他の菓子の素材や飾りとして使われることが多い。
オレオクッキーを入れたミルクセーキは人気が高く、またファンネルケーキのように揚げ衣を付けて油で揚げた「揚げオレオ」が、祭りで売られていることがある。
高級アイスクリームの一種として、チョコサンドクッキーの砕片を混ぜ込んだバニラアイス「クッキーアンドクリーム」が作り出された。しかしながら、クッキーアンドクリームに入っているのが本物のナビスコオレオクッキーかどうかは定かでない。オレオクッキーに類似した多くのクッキーの総称として「オレオ」という名称が用いられることがあるため、代用品として機能上同一なドロクシーズや数知れない「ノーブランド」のナビスコ以外のブランドのチョコレートサンドクッキーが入っているかもしれない。
- カップ・オ・ダートあるいは土プディング - プディングの上に砕いたオレオを乗せて土に見立てている。「土」のイメージを強調するためにグミでできたミミズを乗せることもある。この場合は「ワーム・アンド・ダート」と呼ばれる[27]。
- 揚げホットオレオ - 主に祭りで見られる。甘く味の付いた衣を付けて油で揚げ、粉砂糖を振りかけたもの。

## 大衆文化におけるオレオ
オレオはアメリカ合衆国の大衆文化に頻繁に登場する。

### 音楽
- ウィアード・アル・ヤンコビックによるニュー・キッズ・オン・ザ・ブロックの『You Got It (The Right Stuff)』パロディ、『The White Stuff』はオレオに入っているクリームについての歌である。

### 映画
- 1976年の映画『スター誕生』のリメイクで、バーブラ・ストライサンド演じる歌手エスター・ホフマンは、2人のアフリカ系アメリカ人俳優、ヴェネッタ・フィールズとクライディー・キング演じるボーカリストを両側に配した『ジ・オレオズ』というグループを構成している。
- 映画『ラウンダーズ』で、ポーカーテーブルでマイク・マクダーモット（マット・デイモン）のポーカーの相手をしているテディKGB（ジョン・マルコヴィッチ）は、彼がオレオを二つに分ける方法から彼のポーカーの手を知る手がかりとする。
- 映画『リーサル・ウェポン2/炎の約束』で、リッグス（メル・ギブソン）は彼のトレーラーにリカ（パッツィ・ケンジット）を乗せ、チリコンカーンに砕いたオレオを乗せたいかどうか尋ねる（チリコンカーンには普通クラッカーを砕いてのせる）。
- 映画『ビッグ』で、ジョッシュ・バスキン（トム・ハンクス）がオレオを二つに分けて白いクリームを食べ、残りを捨てるのを見ることができる（子供がよくやる食べ方である）。
- 映画『ダーティファイター』で、ファイロ（クリント・イーストウッド）のお供のオランウータンのクライドはオレオが大好きである。
- 映画『ファミリー・ゲーム/双子の天使』で、双子の主人公ハリーとアニーは共にオレオにピーナッツバターを付けたものが大好物である。

### テレビ
- マット・グレイニング原案のアニメによく登場する。
  - 『フューチュラマ』ではオレオが何度も登場する。
    - 『Insane in the Mainframe（メインフレームの狂気）』：フライはロボット精神病院で、ディスクがオレオでない限り彼の中に手荒に押しまれるのを我慢することができないし、もしそれがオレオであるなら口に押し込むべきだと述べる。
    - 『Birdbot of Ice-Catraz（アイスカトラズの鳥ロボット）』: フライはオレオ製造マシンでオレオを作るために、丸いチョコウェハースとクリームで一杯の箱を買う（しかし結局真ん中のクリームだけ舐めてチョコウェハースを捨ててしまう）。

  - 『ザ・シンプソンズ』にも、よく登場する。
  - 『ヘルター・シェルター』では、シンプソン一家がヴィクトリア時代の1895年に生活するというリアリティ番組に出演する。マージは1895年以前に製造された製品を買おうとし、そのひとつがオレオである。それをアプーは（1912年まで市販されなかったけれども）オレオは1896年に発明されたからという理由で買うことを拒否する。
  - 『カートリッジファミリー』で、モーは「きずものオレオの大袋」を持ってシンプソン家に立ち寄る。
- 『ファミリー・ガイ』のエピソード『Fore Father』で、ピーターはクリスにオレオを食べる方法を教えようとして、クッキーをねじり切って中のクリームをなめる。しかしクリスは自分の頭にクッキーを叩きつけて壊し、椅子から転げ落ちる。
- ワーナー・ブラザース製作のテレビドラマ「セブンス・ヘヴン」第10シーズンの終わり近くで、双子は自分の部屋でミニ冷蔵庫を使って「オレオ・バー」を開業し、そして親類にその秘密を共有する気にさせる。
- 『サウスパーク」の第8シーズンのエピソード『カートマンの信じがたい才能』で、カートマンの見た幻視の1つが、誰かがダブル・スタッフ・オレオをクリームが片側に残るように分解し、それからもう1つのクリーム付きウエハースを付けてクアドループル・スタッフ・オレオを作るというもの。
- 『サタデー・ナイト・ライブ』 の1990年〜1991年の放送（第16シーズン）で、頻繁に進行役をしていたアレック・ボールドウィン演ずるハンサムな司祭に片思いするジュリア・スウィーニー演ずる女性が、教会の懺悔室で罪を告白するスケッチがある。その中で、女性がダイエット中にオレオを一箱食べたと告白し、司祭はそれは罪ではないと指摘する。それから2人は共にオレオが好きであると告白し、彼女がミルクにオレオを浸すのが好きだと認めると、司祭が低い誘惑的な声で「クッキーをめくって開き、そして中のクリームをなめる」のが好きだと認める。そこで女性が性的絶頂に至ったようなため息をつく。

### 漫画
- DCコミックスの1980年代の漫画シリーズ『ジャスティスリーグ・インターナショナル』で、作者の一人キース・ギッフェンはマーシアン・マンハンターにオレオ好きという設定を与え、これは後に他の著者によって受け継がれた。『マーシアン・マンハンター #24』（2000年11月）では、これが危険な依存症であることになり、クッキーの名前は「チョコス」（Chocos）に変えられる。『ヤング・スーパーマン』では食べかけのオレオの発見によってマーシアン・マンハンターの登場が予告される。

### その他
- 『ポピュラーサイエンス』のウェブサイトには、オレオを燃料としたロケットについての記事がある[28]。